# Museo dell'attore napoletano
Il Museo dell'Attore Napoletano è un museo di Napoli, allestito tra il 2000 e il 2001 nel sottopassaggio di piazza Municipio, comprendente circa 400 cimeli appartenuti a vari attori napoletani, curato dal critico teatrale Giulio Baffi.
Il museo, che poteva considerarsi in realtà una vera e propria mostra permanente, raccoglieva svariati oggetti come manoscritti, abiti di scena, parrucche, copioni e tutto quanto è stato ritrovato in vecchi bauli personali di palcoscenico di attori che hanno fatto la storia della recitazione napoletana.
Tra gli attori rappresentati in questo museo vanno annoverati (in ordine alfabetico): 
- Concetta Barra
- Peppe Barra
- Regina Bianchi
- Antonio Casagrande
- Bruno Cirino
- Carlo Croccolo
- Isa Danieli
- Titina De Filippo
- Pietro De Vico
- Angela Luce
- Rino Marcelli
- Leopoldo Mastelloni

- Mario Merola
- Silvio Orlando
- Dolores Palumbo
- Tina Pica
- Mariano Rigillo
- Tato Russo
- Vincenzo Salemme
- Mario Santella
- Lina Sastri
- Tecla Scarano

Tra i cimeli conservati vi erano manoscritti di Eduardo Scarpetta, i copioni di Antonio Petito, la mantellina di Pupella Maggio o la forcina per capelli di Concetta Barra, rimandando all'epoca d'oro dei grandi palcoscenici storici di Napoli, come il Sancarlino, il San Ferdinando, il Salone Margherita, il Sannazzaro e il Mercadante.
Non mancavano gli spazi espositivi dedicati a Totò ed il suo celebre vestito da Pinocchio, a Massimo Troisi con una sua giacca di scena, a Peppino De Filippo con un paio di occhiali autentici, alla bombetta di Nino Taranto e, naturalmente all'indimenticato Eduardo.
La struttura sotterranea che ospitava il museo è stata danneggiata dalle piogge nel 2001. Il museo è pertanto attualmente chiuso ed il materiale ospitatovi è in attesa di una nuova destinazione.
Una parte del materiale è in esposizione in una mostra permanente dal dicembre 2008 presso il Teatro San Ferdinando di Napoli.